# CIPC-FM
CIPC-FM est une station de radio québécoise propriété du groupe Arsenal Media diffusant sur la fréquence 99,1 MHz sur la bande FM à Sept-Îles et Port-Cartier sur la Côte-Nord.
La station diffuse surtout de la musique Top 40 et des chansons rock, elle fait partie du réseau « O » tout comme les stations CFJO-FM, CHOE-FM et CHEQ-FM.
Les studios se trouvent au 106 rue Napoléon, bureau 400 à Sept-Îles, à la même adresse que le studio de sa station sœur CKCN-FM. Les lettres « PC » dans son indicatif d'appel font référence à Port-Cartier.

## Historique de la station
Le 14 février 1974, Radio Sept-Îles Inc. (titulaire de CKCN Sept-Îles) recevait l'autorisation d'exploiter une nouvelle station AM à Port-Cartier.
Deux ans plus tard, le 4 octobre 1976, CIPC fait son arrivée officielle sur la bande AM à la fréquence 710 kHz.
La station qui était la propriété de Radio Sept-Îles inc passe aux mains de Radio Port-Cartier inc au mois d'août 1982.
CIPC effectue la transition vers la bande FM à la fréquence 99,1 MHz en 1994.
La station adopte un nouveau son en 2009 axé vers les grands succès contemporains alors que l'image de marque devient 99,1 FM La Radioactive.
Attraction Radio se porte acquéreur de CKCN-FM à Sept-Îles et de CIPC-FM à Port-Cartier à l'été 2016.
Le 30 août 2017, il est annoncé que La Radioactive 99,1 fera place à une nouvelle formule musicale et à une nouvelle marque en rejoignant le réseau « O ». Elle deviendra donc O 99,1. Ce changement a été effectif à partir du 8 septembre de la même année.